# Dragsfjärd
Dragsfjärd là một đô thị của Phần Lan. Vị trí ở tỉnh của Tây Phần Lan thuộc vùng Tây Nam Phần Lan. Đô thị này có dân số 3.378 người (thời điểm ngày 31 tháng 12 năm 2004)và diện tích 274,95 km² trong đó có 8,17 km² là diện tích mặt nước. Mật độ dân số là 12,66 người trên mỗi km².
Đô thị này sử dụng hai ngôn ngữ với 76% dân số dùng tiếng Thụy Điển và 21% sử dụng tiếng Phần Lan.
Năm 2009, đô thị này sẽ được hợp nhất với Västanfjärd và Kemiö để lập đô thị mới Kimitoön (tiếng Phần Lan Kemiönsaari).